# 福田徹
福田 徹（ふくた とおる、1982年6月2日 - ）は、日本の政治家、医師。国民民主党所属の衆議院議員（1期）。

## 来歴
岐阜県可児市出身。多くの人から頼られる歯科医の父親をみて意思を志したとし、滝高等学校を卒業後、三重大学医学部医学科に進学。
2007年同大卒業後は愛知県名古屋市にある日本赤十字社愛知医療センター名古屋第二病院に初期研修医として配属。2009年には同病院で救急科医師、2017年には救急科医長を経験。病院業務と並行しながら限られた医療リソースで地域に根差した医療を提供できる病院経営について学ぶため、グロービス経営大学院に入学し経営研究科を修了。
2022年10月20日、国民民主党愛知県連は新設予定の愛知県第16区に福田を擁立すると発表した。同年11月、福田は同選挙区支部長に就任。
2024年10月15日、第50回衆議院議員総選挙が公示され、愛知16区からは福田、公明党新人の犬飼明佳、立憲民主党元職の松田功、日本共産党新人の松崎省三の計4人が立候補した。10月17日から18日にかけて各紙は序盤情勢を発表。日本経済新聞は「犬飼が自民支持層の半数に浸透しやや優勢。松田が猛追し、福田は支持拡大に努める」と報じ、毎日新聞は「松田が先行し、犬飼が追う。福田は固めきれていない」と報じた。総選挙には、政治資金パーティーの裏金をめぐる問題で不記載のあった自民党の「裏金議員」のうち計46人が立候補した。公明党は16日までに裏金議員46人中35人を推薦し、自公の蜜月ぶりを印象付けた。10月23日、しんぶん赤旗は、自民党が裏金問題で非公認となった候補の所属支部にそれぞれ2000万円を支給していたことをスクープした。10月27日、総選挙執行。愛知16区（犬山市など4市3町）は、元々保守系が強い土地柄といわれてきたが、裏金問題での逆風が強く吹き付け、福田が初当選を果たした。犬飼は比例名簿に登載されなかったため落選した。得票数3位の松田は比例復活で返り咲いた。

## 選挙歴
| 当落 | 選挙                   | 執行日         | 年齢 | 選挙区       | 政党       | 得票数    | 得票率 | 定数 | 得票順位 /候補者数 | 政党内比例順位 /政党当選者数 |
| ---- | ---------------------- | -------------- | ---- | ------------ | ---------- | --------- | ------ | ---- | ------------------ | ---------------------------- |
| 当   | 第50回衆議院議員総選挙 | 2024年10月27日 | 42   | 愛知県第16区 | 国民民主党 | 6万5923票 | 32.73% | 1    | 1/4                | /                            |